# 수상한 본부장
{{외부 미디어
| 위치  = right
| 너비 = 300px
| 영상1 = 
《수상한 본부장》은 2024년 11월 18일부터 방송중인 웹 드라마이다.

## 줄거리
사회 초년생 다나가 첫 직장이었던 중소 연예기획사에서 만난 괴짜 본부장의 수상한 행적을 추억하는 미스터리 코미디 드라마